# Cymopterus coulteri
Cymopterus coulteri là một loài thực vật có hoa trong họ Hoa tán. Loài này được (M.E.Jones) Mathias mô tả khoa học đầu tiên năm 1930.